# Tel Kišjon
Tel Kišjon (hebrejsky תל קשיון‎) je pahorek a sídelní tel o nadmořské výšce 100 metrů v severním Izraeli, v Dolní Galileji.
Leží na východním okraji údolí Bik'at Ksulot, které je východním výběžkem zemědělsky využívaného Jizre'elského údolí, necelé 2 kilometry od jižního úpatí hory Har Tavor, cca 11 kilometrů severovýchodně od města Afula a cca 2 kilometry západně od vesnice Ejn Dor. Má podobu nevýrazného odlesněného návrší, situovaného do rovinaté zemědělsky obhospodařované krajiny. Podél východní strany vrchu vede vádí Nachal Ejn Dor, které tu ústí do Nachal Tavor vedoucího severně od pahorku. Pahorek má dlouhou sídelní tradici z eneolitu a doby bronzové. O zdejším osídlení se zmiňují i staroegyptské prameny v 15. století před naším letopočtem. Lidské osídlení tu pokračovalo až do středověku, do křižáckých dob. Na jižním úpatí vrchu vytéká pramen Ejnot Kišjon (עינות קשיון). Na západní straně pahorek míjí dálnice číslo 65, ze které tu odbočuje lokální silnice 7266.